# 아산화 질소
아산화질소(亞酸化窒素, 영어: nitrous oxide)는 질소 원자 두 개와 산소 원자 한 개로 이루어진 기체 화합물이다. 일산화이질소·산화이질소라고도 하며, 화학식은 N2O이다. 감미로운 향기와 단맛을 지닌다.

## 물리적 성질
녹는점 －90.86 °C, 끓는점 －88.48 °C, 비중 2.530(공기에 대하여)이다. 액체·고체 모두 흰색이며, 물·알코올에는 잘 녹고, 상온에서 승화성 물질이다.

## 화학적 성질
화학적 성질은 산과 비슷하며, 나무조각·석탄·석유 등은 공기 중에서보다 이 속에서 더 잘 탄다. 이 기체를 흡입하면 얼굴 근육에 경련이 일어나 마치 웃는 것처럼 보여, 소기(笑氣), 웃음 가스(laughing gas)라고도 한다. 또, 마취성이 있어 간단한 외과수술시 전신마취에 사용하는 경우도 있다. 보통 산소 10%를 혼합하여 사용하며, 독성·자극성이 약하고 안전하지만, 높은 농도를 필요로 하므로 산소결핍증을 일으킬 우려가 있다. 봄베에 넣어서 시판된다.
아산화질소는 지구 온난화를 악화시키는 물질로 알려져 있으며, 그 기여도는 일산화탄소의 약 20배, 이산화탄소의 약 250배에 달한다. 이 물질을 자주 접하게 되는 사람은 간이나 폐가 안좋아진다는 연구 결과가 있다.

## 용도
- 의료용 마취제에 이용된다.
- 반도체 제조에 이용된다.
- 적외선 분석에 이용된다.

## 위험성
아산화질소는 강한 산화성때문에 산소와 접촉시 폭발 위험이 있다.

## 독성
아산화질소에는 약간의 독성이 있다. 장기간 또는 반복적으로 노출되면 산소 부족으로 이어질 수 있으며 얼굴 근육에 경련이 일어날 수 있다.